# Чернецька-Гешеліна Есфір Олександрівна
Есфі́р Олекса́ндрівна Черне́цька-Геше́ліна (нар.?, Одеса — †1921, Німеччина) — концертуюча піаністка та педагог.

## Життєпис
Походить з бідної єврейської родини, батько грав на скрипці, мати — на фортепіано.
Закінчила Московську консерваторію — по класу професора В. Сафонова.
Викладала в Одеській консерваторії, серед її учнів — Берта Рейнгбальд.
В її будинку стояв рояль «Стенвей», котрий їй подарував Рахманінов; згодом на ньому грав Гілельс.
Була концертуючою піаністкою, зокрема, виступала в петербурзькому кафе поетів «Бродячая собака». Грала в складі Петербурзького квінтету — разом з І. Вельським, Д. Зісманом, Б. Меренблюмом та Г. Столяровим.
1909 — була учасницею першого в Росії жіночого інструментального ансамблю «Одеське тріо», де виступала разом з сестрами Любошиць (Анна — віолончель, Лія — скрипка).
Друга дружина лікаря-отоларинголога Олександра Гешеліна.
Повертаючись з гастролей в Німеччині, заразилася іспанкою, від чого й померла.
Її брат — Чернецький Семен Олександрович, військовий диригент та композитор.